# انفصالية

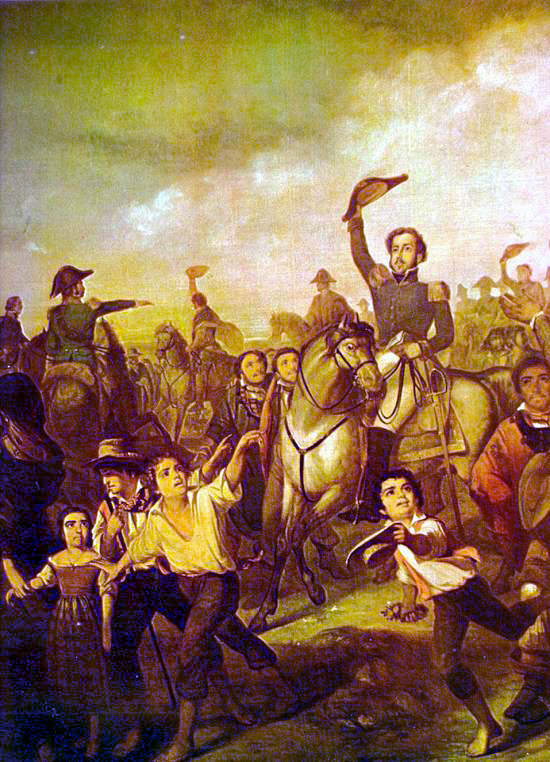
لوحة للفنان الفرنسي جان رينيه مورو تُظْهِر احتفالات انفصال البرازيل عن البرتغال

الانفصالية (بالإنجليزية: Secessionism/Separatism)‏ هي حركات سياسية وشعبية تطالب بالانفصال والاستقلال عن دولة أو كيان ما من أجل تكوين كيان أو دولة قومية أو دينية أو عرقية وظهرت نتيجة الإحساس بالتهميش والإهمال من طرف الجزء أو القومية التي تسيطر عن تلك الدولة ولقد اشتدت حدتها في القرن العشرين.

## الأسباب والدوافع
للانفصالية عدة أسباب ودوافع منها:
- دينية كما حدث في اليونان الأرثوذكسية عن تركيا العثمانية المسلمة، وفي جزيرة أيرلندا حيث انفصل الكاثوليك عن البروتستانت، وفي صربيا والجبل الأسود حيث انفصلت الكنيسة المونتينيغرية الأرثوذكسية عن نظيرتها الصربية على أسس قومية، وفي مستعمرة الهند البريطانية حيث انفصل المسلمون عن الهندوس.
- عرقية مثل انفصال بنغلاديش عن باكستان وانفصال ألبانيا عن الدولة العثمانية وانفصال سنغافورة عن ماليزيا واستقلال جنوب السودان عن شمال السودان واستقلال إريتريا عن إثيوبيا واستقلال بورتوريكو عن الولايات المتحدة، وتفكك البنلوكس وأيضًا تفكك الاتحاد السوفيتي وتفكك يوغوسلافيا، وكذلك تفكك الانتداب البريطاني على فلسطين إلى دولتين؛ إحداهما عربية وأخرى يهودية.
- ثقافية مثل انفصال سيبيريا عن روسيا الأوروبية وانفصال صوماليلاند عن الصومال وانفصال اليمن الجنوبي عن جاره الشمالي، وانفصال كردستان عن كل من العراق وإيران وسوريا وتركيا وكذلك انفصال البنجاب عن كل من الهند وباكستان وانفصال لوساتيا عن كل من ألمانيا وبولندا.
- سياسية مثل انفصال الكونغو-برازافيل عن الكونغو-كينشاسا واستقلال تايوان عن بر الصين الرئيسي وتفكك شبه الجزيرة الكورية إلى دولتين؛ إحداهما شيوعية شمالًا وأخرى رأسمالية جنوبًا، وانفصال النمسا عن ألمانيا وانفصال موناكو عن فرنسا وانفصال سان مارينو والفاتيكان عن إيطاليا.

## بعض الحركات الانفصالية

### أفريقيا
- ناميبيا عن جنوب أفريقيا سنة 1990
- إريتريا عن إثيوبيا سنة 1993

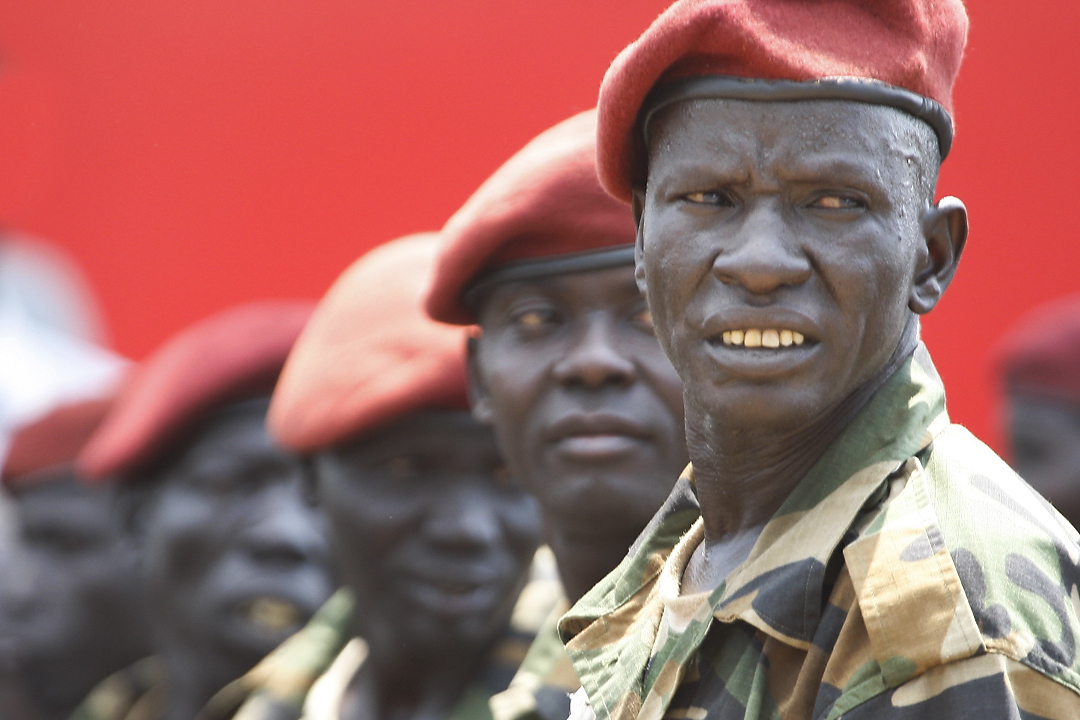
احتفالات استقلال جنوب السودان 2011

- جنوب السودان عن شمال السودان في 9 يوليو 2011
- صوماليلاند عن الصومال سنة 1991
- الجمهورية العربية الصحراوية الديمقراطية عن المغرب

### آسيا

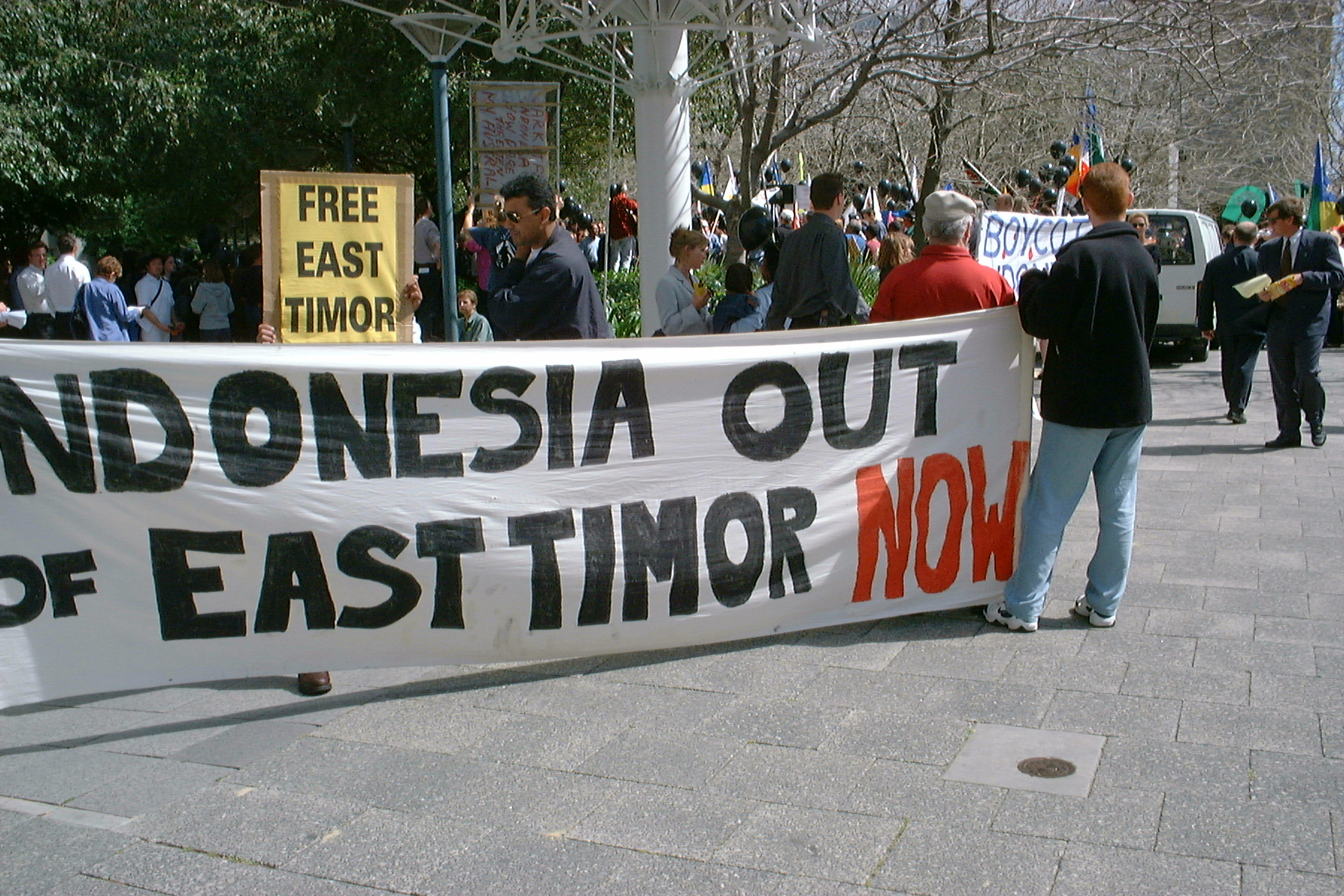
مظاهرة تطالب باستقلال تيمور الشرقية عن إندونيسيا.

- استقلال تيمور الشرقية عن إندونيسيا سنة 2002
- انفصال سنغافورة عن ماليزيا سنة 1965
- تفكك مستعمرة الهند البريطانية إلى دولتي الهند وباكستان سنة 1947
- بنغلاديش عن باكستان سنة 1972
- نمور التاميل عن سريلانكا
- انفصال كوريا الجنوبية عن جارتها الشمالية سنة 1945، وذلك قبل مرور فترة على نهاية نصف قرن من النزاع الكوري باستعادة توحيد شبه الجزيرة الكورية تحت راية الشمال من قبل الشيوعيين على غرار ما حدث في فيتنام سنة 1975
- استقلال تايوان عن بر الصين الرئيسي
- استقلال قرقلباغستان عن أوزبكستان
- تفكك الانتداب البريطاني على فلسطين إلى دولتين عربية ويهودية سنة 1948
- كردستان عن تركيا والعراق وإيران وسوريا
- البنجاب عن الهند وباكستان
- كشمير عن الهند
- اليمن الجنوبي عن جاره الشمالي حيث لا تزال مطالبات جنوبية منذ 2007 بعودة الجنوب العربي إلى فترة ماقبل الوحدة اليمنية والذي ضُمت الجنوب للشمال سنة 1990
- حضرموت عن اليمن حيث يرفع أنصار العصبة الحضرمية مطلب تقرير مصير حضرموت واستعادة الهوية الحضرمية ماقبل 1967 ويعتبرون أنهم تحت الاحتلال اليمني.
- جبهة تحرير عربستان: أنشئت عام 1956م، وآمنت بالكفاح المسلح ضد الاحتلال الفارسي الإيراني، ومارست أنشطة سياسية وإعلامية متنوعة. واستمرت في الكفاح تحت اسم منظمة الجبهة الوطنية لتحرير عربستان، بعد اضطهاد أعضائها وإعدام قادتها الرئيسيين.
- الحزب الديمقراطي الأحوازي: بدأ كفاحه عام 1998م وأصدر ثلاثة أعداد من نشريته مبادئ الثورة.

### أوراسيا
- تفكك الاتحاد السوفيتي نتج عنه نشوء دول جديدة وهي أوكرانيا وبيلاروسيا ومولدوفا وإستونيا ولاتفيا وليتوانيا وأرمينيا وجورجيا وأذربيجان وكازاخستان وتركمانستان وأوزبكستان وقرغيزستان وطاجيكستان عن روسيا في 1991
- استقلال سيبيريا عن روسيا الأوروبية
- استقلال أوسيتيا عن جورجيا وروسيا

### أوروبا

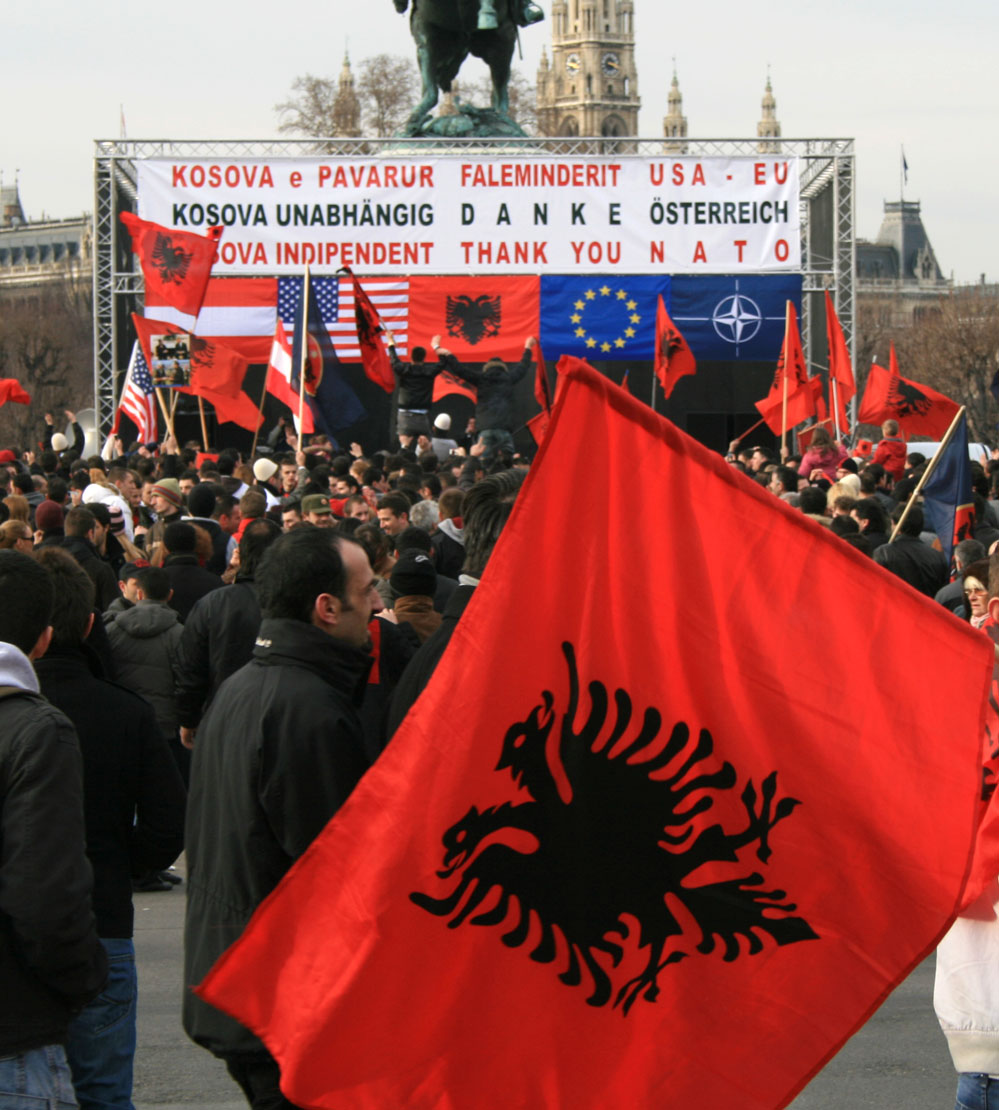
احتفالات استقلال كوسوفو سنة 2008 في فيينا، النمسا.

- استقلال ألبانيا وبلغاريا ورومانيا والجبل الأسود وصربيا واليونان عن الدولة العثمانية
- استقلال دونباس عن أوكرانيا
- استقلال ترانسنيستريا عن مولدوفا
- انفصال سلوفاكيا عن جمهورية التشيك
- استقلال لوساتيا عن ألمانيا وبولندا
- تفكك يوغوسلافيا نتج عنه نشوء عن جمهورية يوغوسلافيا الاتحادية دول جديدة هي كرواتيا والبوسنة والهرسك ومقدونيا الشمالية وسلوفينيا.
- انفصال الجبل الأسود وكوسوفو عن صربيا في إطار التفكيك السلمي ليوغوسلافيا
- استقلال موناكو عن فرنسا
- انفصال سان مارينو والفاتيكان عن إيطاليا في إطار حل الدول الثلاث بشبه الجزيرة الإيطالية
- انفصال البرتغال عن إسبانيا بعد انتصار حرب الاستعادة البرتغالية سنة 1668
- القبارصة الأتراك عن القبارصة اليونانيين
- استقلال جمهورية أيرلندا وأيرلندا الشمالية وويلز واسكتلندا عن إنجلترا في إطار تفكيك المملكة المتحدة السلمي

### الأمريكتين
- استقلال الولايات المتحدة وكندا عن بريطانيا العظمى
- استقلال أمريكا اللاتينية عن إسبانيا والبرتغال
- استقلال هايتي عن فرنسا
- استقلال بورتوريكو عن الولايات المتحدة
- استقلال بنما عن كولومبيا
- تفكك كولومبيا الكبرى
- تفكك جمهورية أمريكا الوسطى الاتحادية

## النتائج
- جلبت هذه الحرات الاستقلال والرخاء للكثير من الشعوب والكيانات وأيضا التطور العلمي والثقافي والنضج السياسي واستقلال الثروات وازدهار الاقتصاد كما جلبت الحرب والدمار والعصبية والحقد للكثير من الشعوب مثل الكروات والألبان والصرب وكذا الأيرلنديين والإنجليز والباسكيين والإسبان.